# 松本健吾
松本 健吾（まつもと けんご、1999年4月14日 - ）は、東京都中野区出身のプロ野球選手（投手）。右投右打。東京ヤクルトスワローズ所属。

## 経歴

### プロ入り前
中野区立緑野小学校在学時、中野セネタースで軟式野球をプレー。その後、中野区立緑野中学校に進むと東京青山リトルシニアで硬式野球をプレー。当時から投手を務め日本選手権3位入賞を経験する。
高校は若林弘泰監督率いる、あきる野市の東海大学菅生高校に進学。3年夏の西東京大会の決勝では清宮幸太郎擁する早稲田実業学校高等部を破り、第99回全国高等学校野球選手権大会に出場。予選では一学年下の戸田懐生にエースナンバーを明け渡したが、この好投から本戦では松本がエースナンバーを付け、戸田との二枚看板で同校初のベスト4入りに貢献した。同年出場したえひめ国体では、3日連続となる3連投の末、ベスト4入りを果たした。
高校卒業後、東都大学野球連盟に加盟する亜細亜大学へ進学。1年秋に公式戦デビューすると2年秋からエースとして活躍し、早くからNPBドラフト候補として期待された。3年秋は掃除を怠けた罰として1度も登板できなかったが、4年春には3勝3敗、防御率1.61の活躍を見せた。しかし、秋は結果を残せず、ドラフト指名から漏れた。同学年で共にプロ志望届を提出した岡留英貴は阪神タイガースから5位指名を受けた。
大学卒業後、愛知県のトヨタ自動車へ入社。同社の硬式野球部で社会人野球に場を移した。2022年10月・11月の第47回社会人野球日本選手権大会では2回戦でパナソニックを相手に117球で被安打1・与四球1の完封勝利を挙げ、チームの4大会ぶり6回目の日本選手権優勝に貢献した。2023年は春の不調で出遅れ、第94回都市対抗予選では本調子でなかったものの、7月の本大会では2試合に救援で登板し、計6回を無失点に抑える投球でチーム6大会ぶり2回目の優勝に貢献、優秀選手に選出された。
2023年10月26日のドラフト会議にて東京ヤクルトスワローズから2位指名を受ける。同年11月24日、名古屋市内のホテルで入団交渉に臨み、契約金7000万円、年俸1500万円で合意した。背番号は28。

### ヤクルト時代
2024年の春季キャンプは新人選手唯一となる一軍スタートを勝ち取る。オープン戦での対福岡ソフトバンクホークス戦で本塁打を浴び、対横浜DeNAベイスターズ戦でも1回6安打7失点と結果を残せず、開幕を二軍で迎えることとなった。イースタン・リーグ公式戦4試合にて3勝0敗、防御率0.47と結果を残すと、5月15日に一軍初昇格を果たす。同日の対広島東洋カープ戦（坊っちゃんスタジアム）で先発投手として一軍初登板すると、118球で9回を3安打、無四球、10奪三振、無失点で投げ切り、一軍初勝利を手にした。新人選手の初先発初完封はNPBでは2008年の大場翔太以来、球団では1952年の小山恒三以来の72年ぶり2人目の快挙となった。さらに初登板で無四球、2桁奪三振、完封を記録したのはNPB史上初となる。

## 選手としての特徴
直球の最速は152km/h。カーブ、カットボール、スプリット、縦気味のスライダーといった多彩な変化球を操り、制球力も抜群である。ヤクルト入団後は投手コーチの伊藤智仁から横に滑らせるスライダーを伝授されている。
2023年夏の都市対抗野球ではリリーフとしてチームの優勝に貢献。川尻一旗コーチから縦振りを意識したフォームを指導され、大学時代から球速が4km/hアップした。

## 詳細情報

### 年度別投手成績
| 年 度     | 球 団     | 登 板 | 先 発 | 完 投 | 完 封 | 無 四 球 | 勝 利 | 敗 戦 | セ 丨 ブ | ホ 丨 ル ド | 勝 率 | 打 者 | 投 球 回 | 被 安 打 | 被 本 塁 打 | 与 四 球 | 敬 遠 | 与 死 球 | 奪 三 振 | 暴 投 | ボ 丨 ク | 失 点 | 自 責 点 | 防 御 率 | W H I P |
| --------- | --------- | ----- | ----- | ----- | ----- | -------- | ----- | ----- | -------- | ----------- | ----- | ----- | -------- | -------- | ----------- | -------- | ----- | -------- | -------- | ----- | -------- | ----- | -------- | -------- | ------- |
| 2024      | ヤクルト  | 3     | 3     | 1     | 1     | 1        | 1     | 1     | 0        | 0           | .500  | 60    | 14.1     | 17       | 2           | 1        | 0     | 1        | 12       | 0     | 0        | 7     | 7        | 4.40     | 1.26    |
| 通算：1年 | 通算：1年 | 3     | 3     | 1     | 1     | 1        | 1     | 1     | 0        | 0           | .500  | 60    | 14.1     | 17       | 2           | 1        | 0     | 1        | 12       | 0     | 0        | 7     | 7        | 4.40     | 1.26    |

- 2024年度シーズン終了時

### 年度別守備成績
| 年 度 | 球 団    | 投手  | 投手  | 投手  | 投手  | 投手  | 投手     |
| 年 度 | 球 団    | 試 合 | 刺 殺 | 補 殺 | 失 策 | 併 殺 | 守 備 率 |
| ----- | -------- | ----- | ----- | ----- | ----- | ----- | -------- |
| 2024  | ヤクルト | 3     | 1     | 3     | 0     | 1     | 1.000    |
| 通算  | 通算     | 3     | 1     | 3     | 0     | 1     | 1.000    |

- 2024年度シーズン終了時

### 記録
初記録
投手記録
- 初登板・初先発登板・初勝利・初先発勝利・初完投・初完投勝利・初完封：2024年5月15日、対広島東洋カープ6回戦（坊っちゃんスタジアム）、9回3安打無四球無失点10奪三振[25]
- 初奪三振：同上、1回表に菊池涼介から空振り三振

打撃記録
- 初打席：2024年5月15日、対広島東洋カープ6回戦（坊っちゃんスタジアム）、2回裏に森下暢仁から一犠打

その他の記録
- 新人が初登板で無四球二桁奪三振での完封勝利 ※史上初[25]

### 背番号
- 28（2024年 - ）